# Mário de Sá-Carneiro
Mário de Sá-Carneiro, (Lisboa, Portugal, 19 de maig de 1890 - 26 d'abril de 1916) va ser un escriptor i poeta portuguès, un dels majors exponents del Modernisme en Portugal i un dels membres més famosos de l'anomenada Generació d'Orpheu.

## Biografia
Mário de Sá-Carneiro va néixer en el si d'una adinerada família burgesa, fill i net de militars. Es va quedar orfe amb tot just dos anys, i va quedar a cura dels seus avis a la Quinta da Vitória, al poble de Camarate, prop de Lisboa, on va passar la major part de la seva infància.
Es va iniciar en la poesia amb dotze anys, i als quinze ja traduïa a Victor Hugo, i amb setze a Goethe i Friedrich von Schiller. Ja durant la seva estada en el col·legi va començar a escriure. En 1911, amb dinou anys, es va mudar a Coïmbra, on es va matricular en la Facultat de Dret de la Universitat de Coímbra, mes no va concloure ni tan sols el primer any. No obstant això, allí va conèixer al que va ser, sens dubte, el seu millor i més proper amic, Fernando Pessoa, el qual, el 1912, el va introduir en els cercles del modernisme.
Desil·lusionat amb l'ambient de Coïmbra ("la ciutat dels estudiants") es va traslladar a París per prosseguir els seus estudis. Aviat va deixar de freqüentar les aules de la Sorbona per dedicar-se a una vida bohèmia, passejant pels cafès i sales d'espectacle, i lligat sentimentalment amb una prostituta. També a París va conèixer a Guilherme de Santa-Rita, pintor futurista portuguès. No adaptat social i psicològicament, va anar en aquest ambient en el qual va compondre bona part de la seva obra poètica i la seva correspondència com a confident de Pessoa; és per tant entre 1912 i 1916 (any de la seva mort), quan desenvolupa fonamentalment la seva carrera literària.
Entre 1913 i 1914 Mário de Sá-Carneiro va viatjar a Lisboa amb certa regularitat, ciutat a la qual va tornar a causa de l'esclat de la Primera Guerra Mundial. Juntament amb Pessoa i amb José de Almada-Negreiros va integrar el primer grup modernista portuguès, el qual, influït pel cosmopolitisme i les avantguardes culturals europees, pretenia escandalitzar a la societat burgesa i urbana de l'època. Va ser responsable de l'edició de la revista literària Orpheu (de la qual va prendre el seu nom posteriorment aquesta generació poètica), que va constituir un veritable escàndol literari en la seva època. De fet, amb prou feines van arribar a sortir dos números de la revista, el de març i el de juny de 1915, i el tercer, ja imprès, no es va arribar a publicar; tanmateix, avui és considerada com una de les fites de la literatura de Portugal, responsable de l'agitació del mitjà cultural portuguès i vehicle d'introducció del modernisme a Portugal.
En juliol de 1915 va tornar a París, des d'on li va escriure a Pessoa cartes d'una creixent angoixa, en les quals es veu tant la progressiva decadència d'un home perdut en el "laberint del seu propi jo", com l'evolució i maduració de l'escriptura de Sá-Carneiro. Decebut per la diferència entre la seva vida real i la que imaginava, va entrar en una progressiva depressió, que li va conduir al suïcidi, perpetrat en el Hôtel de Nice, a Montmartre, mitjançant la ingestió de cinc flascons de arseniat d'estricnina en presència del seu amic José de Araújo. Tenia tan sols vint-i-sis anys.

## Traduccions al català
- «Poemes». A: Poesia gallega, portuguesa i brasilera moderna, traducció de Josep Maria Llompart. Barcelona: Edicions 62-La Caixa, 1988, pàgs. 53-57.
- Poesia completa. Cartes a Fernando Pessoa. Traducció de Vicent Berenguer. Gandia: Lletra Impresa, 2017, col. «Rara Avis» 4; poemes amb versió portuguesa.